# Liesbeth List
Liesbeth List, pseudònim artístic de Elisabeth "Elly" Dorothea Driessen (Bandung, 12 de desembre de 1941 — Soest, 25 de març de 2020) va ser una cantant, actriu escènica i personalitat televisiva neerlandesa. Es va fer popular durant la dècada de 1960 i va col·laborar sovint amb Ramses Shaffy. També va cantar les chansons de Jacques Brel en traducció neerlandesa.

## Biografia
Joventut
List va néixer a Bandoeng, Índies Orientals Holandeses (actual Indonèsia), com a Elisabeth "Elly" Dorathea Driessen. Els seus pares es van separar el 1942 quan durant l'ocupació japonesa de les Índies Orientals Holandeses, el seu pare es va veure obligat a treballar a les mines de carbó. Elly i la seva mare van ser enviades a un dels molts camps creats exclusivament per empresonar els ocupants holandesos d'Indonèsia; aquests camps eren coneguts amb el sobrenom holandès de "jappenkamp" (Jap-Camp). Les circumstàncies en què Elly i la seva mare vivien al campament van ser molt dures per a la seva mare, que va desenvolupar una depressió. Quan els japonesos van capitular al final de la Segona Guerra Mundial, Elly i la seva mare van ser alliberades. Es van retrobar amb el seu pare i el seu marit, però unes setmanes més tard, la mare d'Elly es va suïcidar.
Elly i el seu pare van tornar als Països Baixos, on el seu pare es va tornar a casar. La seva nova dona, però, s'enfrontava sovint amb Elly. Als set anys, els serveis infantils es van emportar Elly. Es pensava que el seu pare havia mort i la van posar en un orfenat. Després que es va revelar que el seu pare encara era viu, la van tornar a col·locar amb el seu pare i la seva madrastra.
El 1948, durant un viatge a l'illa holandesa de Vlieland, a la madrastra d'Elly se li va dir que el propietari d'un hotel a Vlieland i la seva dona estaven buscant adoptar un nen. Elly va ser abandonada posteriorment pel seu pare i adoptada per aquesta parella, el cognom de la qual era List.

## 1958–68: televisió, teatre i música
Quan era adolescent, List estava molt interessat en la cultura i la música. Als 18 anys, el 1959 es va traslladar a Amsterdam, on va estudiar moda i tenia una feina com a secretària. Va aparèixer al programa de talents d'AVRO "Nieuwe Oogst", després del qual va signar per col·laborar amb el llegendari cantant neerlandès Ramses Shaffy (1933–2009) a l'espectacle de teatre "Shaffy Chantant". Van començar per primera vegada aquest espectacle, en el qual van interpretar chansons conegudes, l'any 1964. El 1965, el duet va rebre la Copa d'Europa a la millor interpretació cantant a Knokke, Bèlgica. Això va fer que List es concentrés en una carrera musical i va llançar el seu àlbum debut el 1966.
El 1967, Mikis Theodorakis li va demanar que col·laborés en un àlbum de la seva Balada de Mauthausen, que descriu l'persecució dels jueus durant la Segona Guerra Mundial de manera dramàtica amb cançons. El LP va ser un èxit de crítica i comercial. List també va tenir èxit amb un àlbum que contenia versions de cançons de Jacques Brel: l'LP va ser certificat amb or.

## 1969–90: amplia la carrera

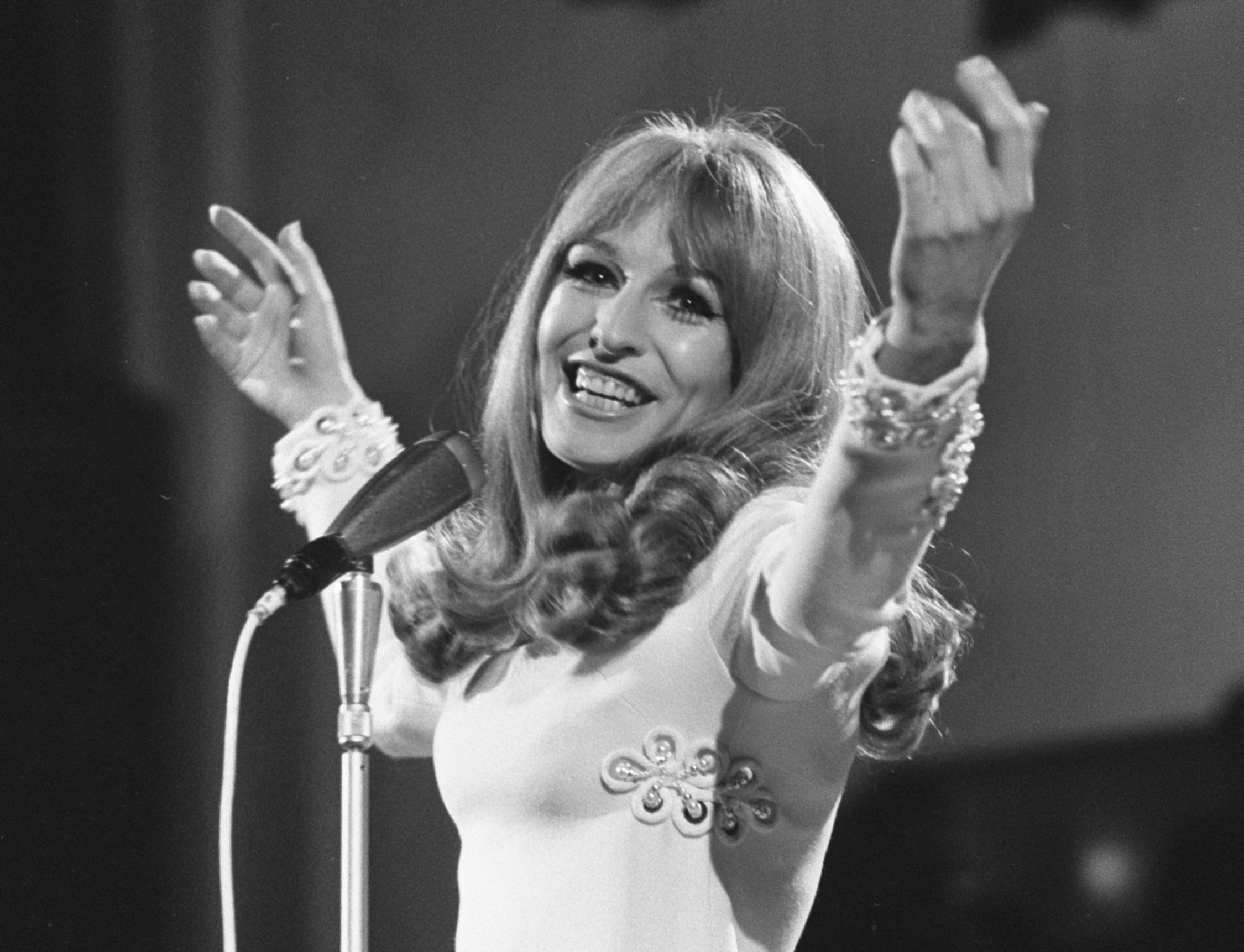
Liesbeth List el 1970

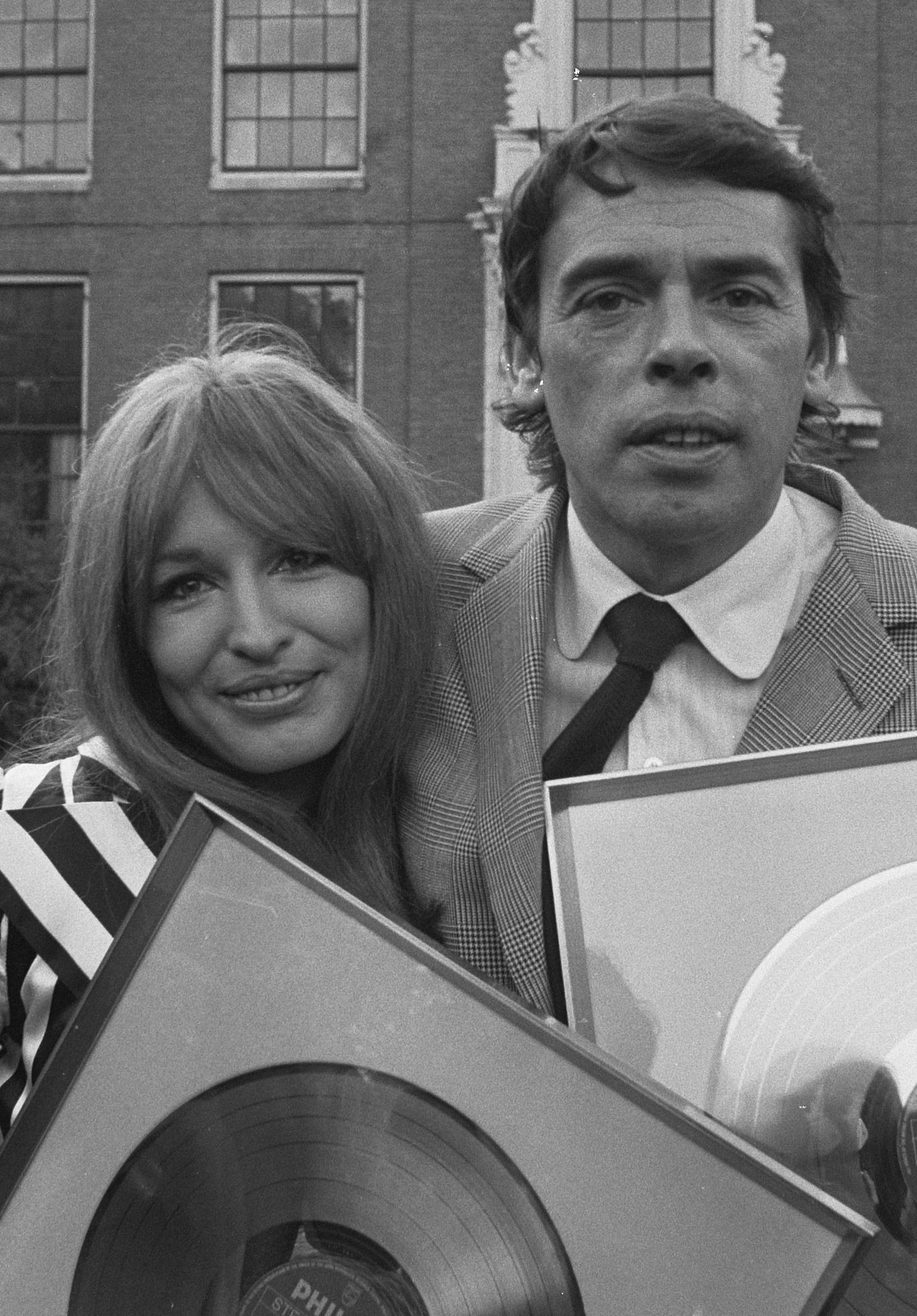
List amb el poeta i cantant Jacques Brel quan va rebre un disc d'or pel seu LP amb les cançons de Brel traduïdes al neerlandès.

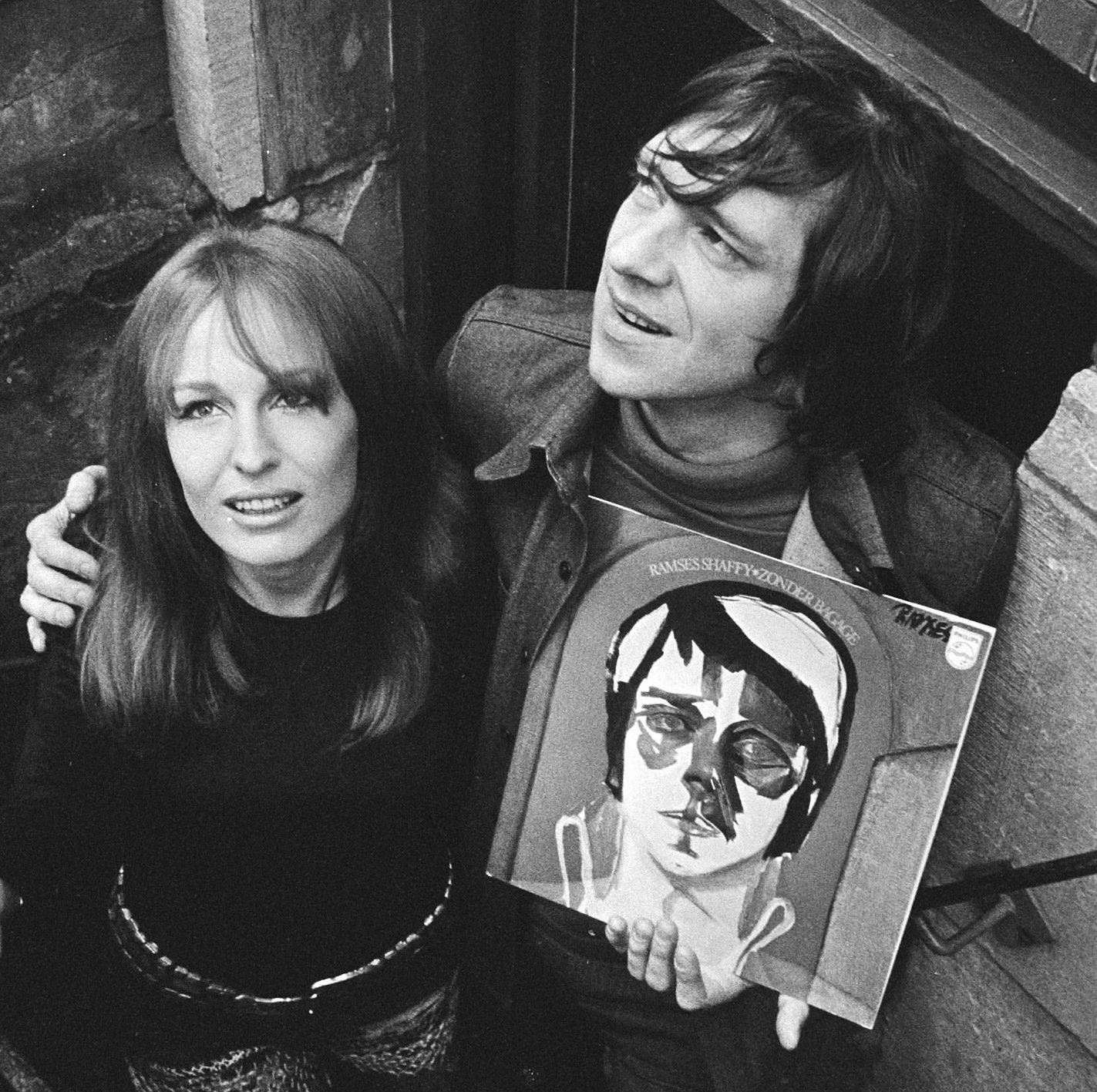
List amb Ramses Shaffy presentant el seu LP Zonder Bagage el 1971

El 1969, List va rebre un premi de premsa en un festival de televisió a Montreux. El premi va ser atorgat per la seva contribució en una sèrie de televisió. A causa d'aquesta aclamació estrangera, List es va centrar més en l'èxit internacional. Va començar a gravar més versions de portades d'artistes coneguts, com ara Gilbert Bécaud. L'èxit de List va continuar amb el llançament de més LPs i una carrera d'actuació continuada a la televisió, el cinema i l'escenari. El 1972 va gravar i àlbum amb el cantant i compositor nord-americà Rod McKuen: Two against the morning. El 1973 va gravar l'àlbum Meet lovely Liesbeth List a Anglaterra. El seu àlbum: Liesbeth List sings Jacques Brel es va publicar l'any 1972 als EUA. El 1976 va gravar un àlbum amb cançons de Charles Aznavour Charles Aznavour presents: Liesbeth List. Va cantar amb ell el duet: No diguis ni una paraula.
List va fer un petit descans quan es va quedar embarassada del seu primer fill; ella i el seu marit Robert Braaksma van tenir una filla, Elisah, el 1983, quan List tenia 41 anys. List va deixar les seves activitats durant sis anys per tenir cura del seu fill. El 1988, List la va fer tornar a l'atenció pública, protagonitzant un programa de teatre titulat "List NU". El 1990, va començar en un programa similar, però no va obtenir èxit de crítica ni comercial, per la qual cosa List va acceptar que la seva carrera havia acabat.

## 1991–2020
Als anys 90 el cantant, compositor i productor Frank Boeijen va reviure la carrera de List. Va gravar dos àlbums amb ell: el 1994 List i el 1996 Noach. El 1995 va rebre un Edison per al primer, que és un dels més alts honors musicals concedits als Països Baixos. El 1999 va llançar Vergezicht que conté la cançó Heb Het Leven Lief (Vida amorosa) que va cantar el 2007 a la celebració commemorativa de Jos Brink, amb qui havia actuat en un musical "Het Hemelbed" amb gran aclamació. També va ser abordada per Albert Verlinde per protagonitzar el seu musical sobre la vida d'Edith Piaf. Va començar això l'any 1999 i va fer 170 espectacles de Piaf, de Musical. A causa del seu èxit i de les nombroses peticions per recuperar el musical, va repetir el paper durant el 2008 i el 2009. El 2000 i el 2008, va guanyar el cobejat premi musical "John Kraaijkamp" per aquest paper. El 2009 va llançar un nou CD anomenat Verloren & Gewonnen. El 2015, va llançar el que seria el seu últim àlbum, un disc tribut a Ramses Shaffy titulat Echo, que contenia versions de cançons de Shaffy.
El 2017, List va decidir retirar-se de la música perquè estava desenvolupant demència a causa d'un dany cerebral que havia patit en un accident de cotxe temps abans. Va morir mentre dormia el 25 de març de 2020, després de passar els últims anys de la seva vida en un centre de vida assistida.

## Discografia
- Liesbeth List (1966)
- Liesbeth List Sings Theodorakis (1967)
- Pastorale (1968)
- Zingt Jacques Brel (1969)
- Victoria (1970)
- Neuremberger Droom (1971)
- Two Against the Morning (1972)
- Meet lovely Liesbeth List (1973)
- Foto (1974)
- Samen (with Ramses Shaffy) (1976)
- Charles Aznavour presents: Liesbeth List (1976)
- Madame Melancholie (1977)
- Meisjes van Dertig (1979)
- Voor vanavond en daarna (1982)
- List (1994)
- Noach (1996)
- Vergezicht (1999)
- Van Shaffy tot Piaf (2001)
- Heb het leven lief (2001)
- Portret (2002)
- Carre Vedetten Gala (2006)
- Verloren en Gewonnen (2009)
- Echo (2015)

- Verloren en gewonnen
- Piaf de Musical
- Àlbum Liesbeth List & Ramses Shaffy, del qual quatre singles van ser un èxit a la hit parada de la cançó neerlandesa: Pastorale, In de armen van de stad, Aan de andere kant van de heuvels i Laat me.